# Sinués
Sinués ist ein spanischer Ort in den Pyrenäen in der Provinz Huesca der Autonomen Gemeinschaft Aragonien. Sinués ist ein Ortsteil der Gemeinde Aísa. Der Ort auf 1078 Meter Höhe hatte 70 Einwohner im Jahr 2015.

## Geschichte

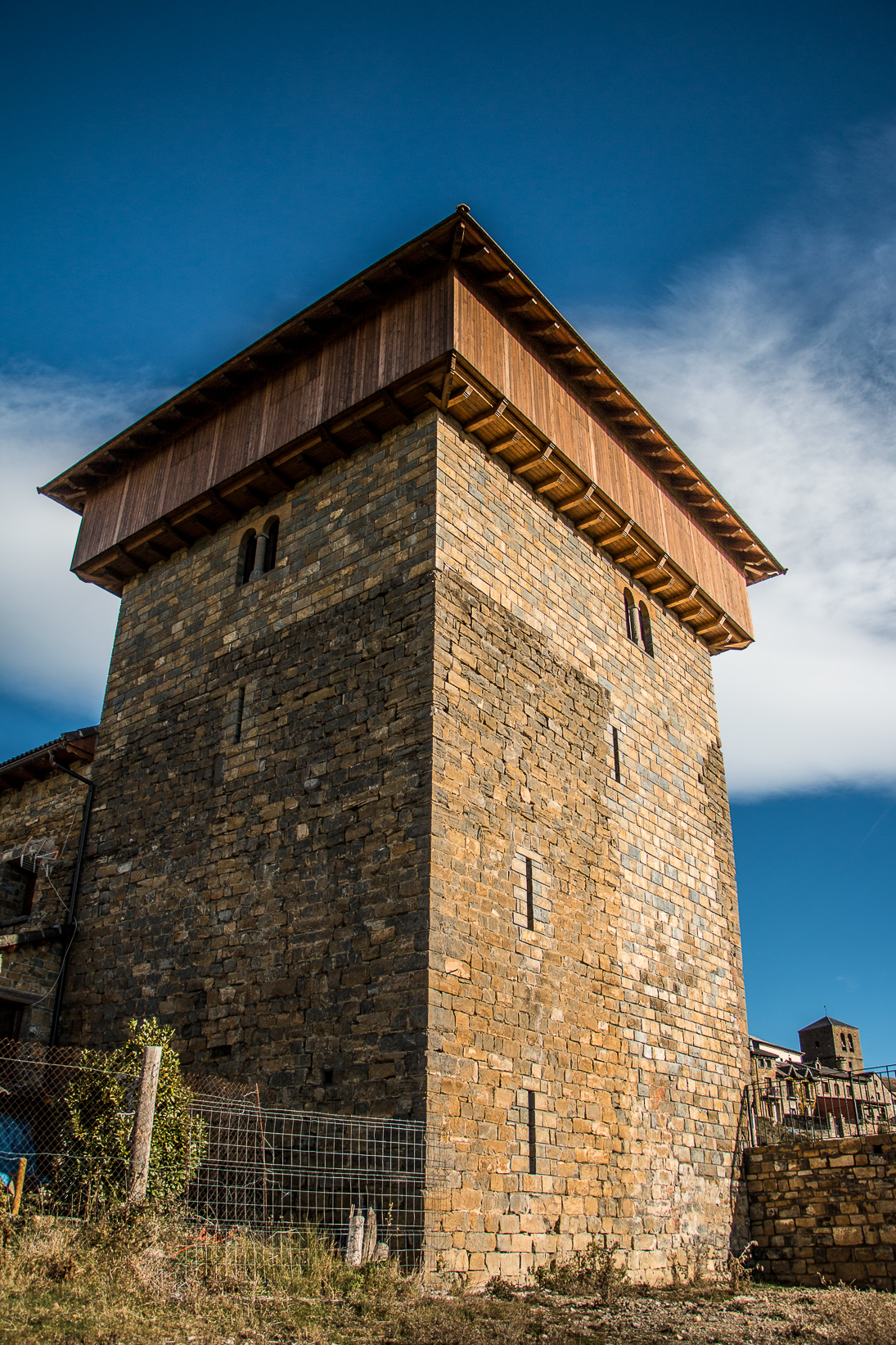
Turm

Der Ort wurde im Jahr 1030 erstmals urkundlich erwähnt.

## Sehenswürdigkeiten
- Gotische Pfarrkirche
- Ermita de San Andrés, nur noch als Ruine vorhanden
- Torrero, mittelalterlicher Turm, restauriert.